# Eruguera de Lesueur
L'eruguera de Lesueur (Lalage sueurii) és una espècie d'ocell de la família dels campefàgids (Campephagidae).
Habita les sabanes i boscos oberts de l'est de Java, illes Petites de la Sonda des de Bali cap a l'est fins Romang, Sermata i Babar. Illes del Mar de Flores i Banda de Tanahjampea, Salayar, Bonerate, Kalaotua, Madu, Butung, Tukangbesi. Centre i sud de Sulawesi.